# قرار مجلس الأمن التابع للأمم المتحدة رقم 2509
قرار مجلس الأمن التابع للأمم المتحدة رقم 2509، المعتمد في 11 فبراير 2020.

## روابط خارجية
- نص القرار في undocs.org